# Лясув — Келчув
Лясув – Келчув – газопровід на південному заході Польщі, який обслуговує роботу інтерконектора з Німеччиною.
З 1960-х років головним джерелом блакитного палива для Польщі був імпорт зі східного напрямку. Після повалення комуністичного режиму здійснили певні кроки по диверсифікації поставок, зокрема, створили інтерконектори з чеською та німецькою газотранспортними системами. В останньому випадку облаштували з’єднання у Ласуві, сполучене із Вроцлавом газопроводом діаметром 300 мм. Для обслуговування поставок у 2001-му ввели в дію компресорні станції в Єленюві (неподалік від Ласува) та Krzywa (Загродно, два десятки кілометрів на захід від Легниці), котрі мали забезпечувати робочий тиск у 5,5 МПа. Пропускна здатність інтерконектора в такій конфігурації становила біля 1 млрд м3 на рік.
В 2012 – 2015 роках потужність інтерконектора збільшили до 1,5 млрд м3, додатково облаштувавши при цьому інше з’єднання між Ласувом та районом Вроцлава. Зокрема, від Ласува до компресорної станції Єленюв проклали трубопровід діаметром 700 мм та довжиною 17,5 км. Саму станцію модернізували (проект Єленюв ІІ, введений в експлуатацію у 2016-му) шляхом встановлення двох компресорних агрегатів, котрі працюють від газових турбін Siemens SGT100-STC потужністю по 5,2 МВт та забезпечують робочий тиск у 8,4 МПа. Після станції газ прямує через:
- нову ділянку Єленюв – Дзівішув довжиною 66 км та діаметром 500 мм;
- модернізований із підвищенням робочого тиску трубопровід між Дзівішувом та розташованим за чотири десятки кілометрів на північний схід Тачаліном (східна околиця Легниці);
- нову ділянку Тачалін – Келчув довжиною 101 км та діаметром 500 мм.
У розташованому на східній околиці Вроцлава Келчуві відбувається з’єднання із підсистемою Одолянув – Келчув – Творуг (на початку 2020-х має стати частиною газотранспортного коридору Щецин – Страхотина), у складі якої, зокрема, працює підземне сховище Вежховіце.